# Joseph Kolberg
Joseph Kolberg (ur. 6 sierpnia 1859 w Elblągu, zm. 22 grudnia 1917 w Braniewie) – niemiecki ksiądz katolicki, pedagog, historyk Warmii.

## Życiorys
Joseph Kolberg urodził się 6 sierpnia 1859 roku jako najstarszy syn kołodzieja Franza Kolberga. Dwóch braci matki zostało księżmi oraz jeden brat ze strony ojca – ks. doktor Augustin był wikariuszem generalnym diecezji warmińskiej. Joseph w szkole był jednym z najlepszych uczniów. Po ukończeniu gimnazjum w Elblągu ze zdaną maturą, rozpoczął od Wielkanocy 1877 studia w Liceum Hosianum (seminarium duchownym) w Braniewie. Tu wykazywał szczególne zamiłowanie do historii. W latach 1878 i 1879 wygrywał stypendium fundacji na cześć nieżyjących braniewskich profesorów Scheill-Busseanum. W roku 1880/1881 studiował w bawarskim Eichstätt, a następnie przez dwa lata na Uniwersytecie w Würzburgu. 10 września 1882 uzyskał święcenia kapłańskie we fromborskiej katedrze z rąk biskupa Kremenza. 12 czerwca 1883 na podstawie pracy Verfassung, Kultus und Disziplin der christlichen Kirche nach den Schriften Tertullians (praca wydana drukiem, wielokrotnie wznawiana, ostatnie wydanie 2020) otrzymał stopień naukowy doktora teologii. Następnie przez 13 lat pełnił posługę duszpasterską wśród wiernych w Reszlu, Królewcu, Ornecie, Olsztynku, Pasłęku. W tej ostatniej miejscowości już jako proboszcz, przez 3 lata. Na Wielkanoc 1896 biskup Thiel powołał go na stanowisko wicerektora (subregensa) biskupiego seminarium duchownego w Braniewie oraz profesora w Liceum Hosianum. Tym samym spełniło się marzenie księdza Kolberga o poświęceniu się pracy naukowej. Już 24 maja 1897 roku habilitował się w Liceum Hosianum i rozpoczął wykładać historię Kościoła jako privatdozent. Również poświęcił się badaniom historycznym w Warmińskim Towarzystwie Historycznym, w którym został przyjęty do zarządu stowarzyszenia. Szczególnie pochłaniało go badanie historii wieku XVI i czasy reformacji. Jedno z ważniejszych pism dotyczących tych czasów to Ermland im Kriege des Jahres 1520 wydane w roku 1905. W 1901 roku zakończył pracę subregensa seminarium, gdyż został mianowany na stanowisko profesora nadzwyczajnego teologii moralnej. Na wiosnę 1904 roku został mianowany profesorem zwyczajnym. Było to dla niego duże wyzwanie, zamiast umiłowanej historii musiał teraz poświęcić się wykładaniu nowej dziedziny nauki. Że jego pasje przez cały czas skupiały się wokół historii Kościoła, poświadczają jego trzy wyjazdy naukowe do Rzymu, które odbywał w latach 1900, 1908 i 1909. W 1911 osiągnął swój cel – powracając do wykładania historii Kościoła i prawa kościelnego.
Zmarł 22 grudnia 1917 w Braniewie. Pochowany został 27 grudnia 1917 roku, tak jak wielu innych profesorów braniewskich uczelni na średniowiecznym cmentarzu świętego Jana.